# Berlin (schip, 1909)

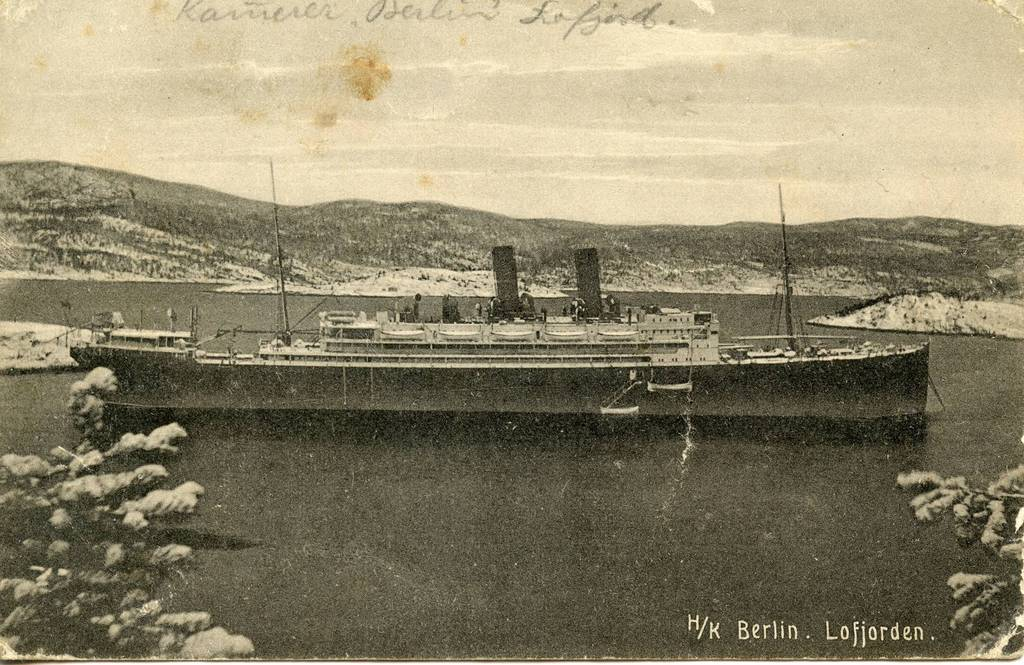
De SS Berlin in Noorwegen

SS Berlin was een passagiersschip uit de vroege 20e eeuw die dienst zag als een hulpschip van de Duitse Keizerlijke Marine tijdens de Eerste Wereldoorlog.

## Eerdere loopbaan
De Berlin werd gebouwd in 1908 door AG Weser uit Bremen voor de Norddeutscher Lloyd-rederij, als passagiersschip op de route Genua-New York. In augustus 1914 was de Berlin in Bremerhaven voor reparaties. Daar werd ze overgenomen door de Duitse Keizerlijke Marine voor dienst als hulpschip.

## Marineschip
De Berlin was bedoeld als een snelle mijnenlegger en kaperschip voor handelswaar. Deze tactiek maakte deel uit van de Duitse Kleinkrieg: het plan om de Britse vloot uit te dunnen door het plaatsen van mijnen of door oorlogsschepen af te leiden van aanvallen voor de bescherming van handelswaar.
Op de Kaiserliche Werft (KWW) in Wilhelmshaven werd de Berlin omgebouwd voor haar nieuwe rol. Naast de machinerie voor het plaatsen van mijnen werd ze uitgerust met 200 zeemijnen, twee 105 mm kanonnen en een aantal zware machinegeweren.
In oktober 1914, onder het commando van KZS Hans Pfundheller, begon het schip haar eerste missie. De opdracht was om een mijnenveld aan te leggen voor de noordwestkust van Ierland tegen de Britse handelsvloot. Op 23 oktober 1914 rondde ze deze missie succesvol af na het plaatsen van 200 mijnen voor Tory Island. Toeval wil dat de Britse Grand Fleet net teruggetrokken was uit de Scapa Flow naar de Lough Swilly, uit angst om door Duitse U-boten aangevallen te worden.
Op 27 oktober voeren de schepen van de Grand Fleet het mijnenveld in. Het nieuwe slagschip HMS Audacious werd geraakt en zonk toen pogingen werden gedaan haar in veiligheid te brengen. Het trans-Atlantische lijnschip RMS Olympic was ook in het gebied. Zij omzeilde de mijnen en vermeed daarmee een tragedie en een diplomatiek incident.
De Berlin probeert vervolgens terug te keren naar Duitsland, maar strandde in Trondheim na stormschade. Het schip was te zwaar beschadigd om de haven te verlaten en werd door de Noren op 18 november 1914 in beslag genomen. Ondanks haar korte carrière was de Berlin verantwoordelijk voor het zwaarste verlies van de Royal Navy tijdens het begin van de Kleinkrieg.

## Afwikkeling
De Berlin bleef in Noorwegen tot het einde van de oorlog. In 1919 werd ze overgeplaatst naar Groot-Brittannië als oorlogsbuit. Hier werd ze in gebruik genomen door de White Star Line als Brits passagiersschip met de naam SS Arabic en van 1926 tot 1930 door de Red Star Line. In 1931 werd ze uit dienst ontheven en opgebroken voor schroot.